# Нікодемус Тессін (молодшй)
Нікодемус Тессін Молодший (швед. Nicodemus Tessin den yngre; 23 травня 1654, Нючеперенг — 10 квітня 1728, Стокгольм) — шведський архітектор, виходець з Померанії. Разом зі своїм батьком (1615—1681) створив скандинавське бароко — стриманий, лаконічний різновид цього стилю, заснований на освоєнні спадщини Мансара і Берніні.

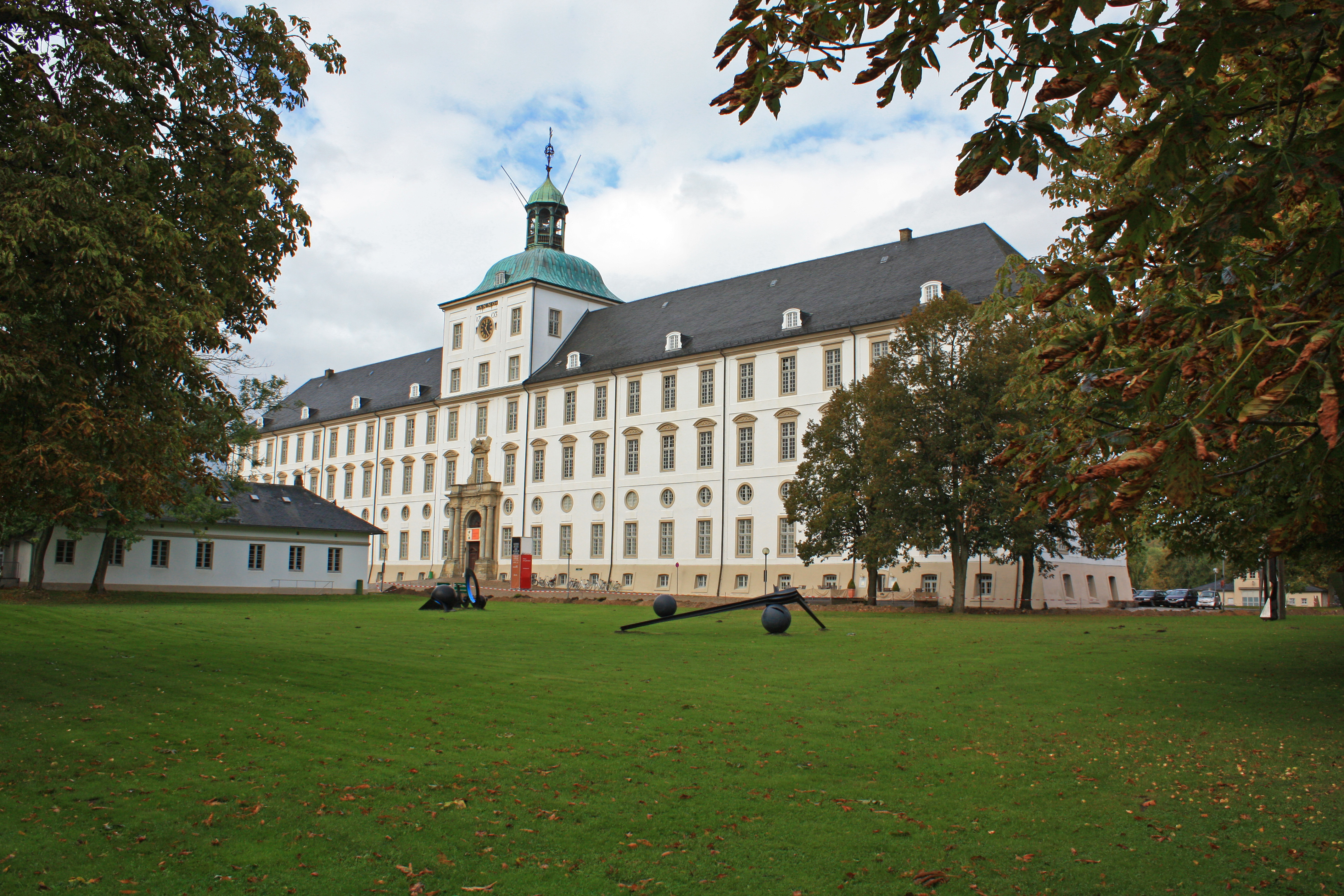
Замок Готторп в Шлезвізі — характерний приклад тессіновского стилю.

В основних роботах Тессіна — королівському палаці в Стокгольмі, заміській садибі Дроттнінггольмі, Кальмарському соборі, Троїцькій церкві в Карлскруні, Готторфському замку — відчувається схиляння перед засновником архітектури класицизму Андреа Палладіо і, відповідно, вплив класицизму.
Батько і син Тессіни — центральні фігури в шведській архітектурній традиції; в XX столітті до їх творчості звертався, зокрема, Гуннар Асплунд.
Тессин-молодший був одружений з фрейліною шведської королеви Хедвіг Стенбок (1655—1714). Їх сином був державний канцлер Карл-Густав Тессін (1695—1770), він розширив зібрання графіки батька, який збирав живопис. Їх колекція (малюнки Рафаеля, Тиціана та ін., полотна А. Ватто, Ж. Б. С. Шардена, Дж. Тьєполо та ін.) нині зберігається в Національному музеї Стокгольма.